# Bourbourg
Bourbourg là một xã trong vùng Hauts-de-France, thuộc tỉnh Nord, quận Dunkerque, tổng Bourbourg. Tọa độ địa lý của xã là 50° 56' vĩ độ bắc, 02° 11' kinh độ đông. Bourbourg nằm trên độ cao trung bình là 3 mét trên mực nước biển, có điểm thấp nhất là 0 mét và điểm cao nhất là 10 mét. Xã có diện tích 38,49 km², dân số vào thời điểm 2006 là 6675 người; mật độ dân số là 173 người/km².

## Thông tin nhân khẩu
| 1962  | 1968  | 1975  | 1982  | 1990  | 1999  |
| ----- | ----- | ----- | ----- | ----- | ----- |
| 5.868 | 6.076 | 7.292 | 7.341 | 7.106 | 6.908 |

## Nhân vật nổi tiếng
- Charles Étienne Brasseur de Bourbourg, (1814–1874), nhà truyền đạo, nhà khảo cổ

## Địa điểm tham quan
- Nhà thờ Saint-Jean-Baptiste (thế kỉ thứ 13)